# Conexión ferroviaria con el Aeropuerto de Bilbao
La Conexión ferroviaria con el Aeropuerto de Bilbao es un proyecto de la Red Ferroviaria Vasca para unir la villa de Bilbao con su aeropuerto, en la localidad de Lujua, mediante una relación de trenes de alta frecuencia (servicio de metro). Tras su futura puesta en funcionamiento, el servicio se plantea, en principio, como extensión de la actual línea L3 del metro de Bilbao por el noroeste.
El proyecto, dividido en tres fases, contempla la construcción de un nuevo túnel bajo el monte Archanda, ya finalizado; la reubicación de la estación de Ola, la reconstrucción de la Estación de Sondika (ambas con servicios de cercanías de Euskotren) y la construcción de una nueva estación en la terminal del Aeropuerto de Bilbao.
El 3 de junio de 2020 se informó de que el Gobierno vasco dio luz verde definitiva al tramo ferroviario que se convertirá en la futura puerta del metro a su conexión con el Aeropuerto de Bilbao y el 22 de agosto del año siguiente Eusko Trenbide Sareak (ETS) había recibido ya el estudio informativo del último tramo de la conexión de la línea 3 del metro con la terminal aérea de Lujua. El 11 de noviembre de 2021 el Gobierno vasco aprobó el estudio informativo de la variante La Ola-Sondika de la línea de Euskotren al Valle de Asúa, cuyo desembarco en Lujua seguía sin tener fecha.

## Fases del proyecto

### Primera fase: nuevo túnel de Archanda
La primera fase del proyecto consistió en un nuevo túnel ferroviario bajo el monte Archanda, que separa Bilbao del Valle de Asúa. Esta primera fase, de 1876 metros de longitud, se encuentra finalizada, y además la remodelación de la estación de Matiko, que hasta el año 2010 dio servicio a la línea 4 de Euskotren (actual E3).
En cuanto a las estaciones de las siguientes fases (Ola, Sondica y Aeropuerto), todavía no está confirmado su diseño.

### Segunda fase: variante Ola - Sondica
La segunda fase, el tramo de 1 900 metros de vía entre Ola y Sondica, se encuentra en estudio informativo. Contempla la variante ferroviaria, la reubicación de la estación de Ola y la adecuación de la estación de Sondica, que actualmente dan servicio a la línea E3 de Euskotren.
El 11 de noviembre de 2021 el Gobierno vasco aprobó el estudio informativo de la variante La Ola-Sondica de la línea de Euskotren al Valle de Asúa.

### Tercera fase: Sondica - Aeropuerto
La tercera y última fase del proyecto, el tramo entre la estación de Sondica y la del aeropuerto, tiene su estudio de alternativas finalizado desde el año 2005. El tramo tiene 2 800 metros de longitud y proyecta el trazado bajo las pistas del aeropuerto.
El 22 de agosto de 2021 se dio a conocer que Eusko Trenbide Sareak (ETS) había recibido ya el estudio informativo del último tramo de la conexión de la línea 3 del metro con la terminal aérea de Lujua. Los planos describen una galería de algo más de 2.500 metros de longitud que parte de la nueva estación soterrada de Sondica. Tras girar a la izquierda se orienta hacia La Paloma recorriendo el subsuelo bajo las pistas del aeropuerto. Una vez a la altura de la terminal aérea el trazado gira para situarse en paralelo al edificio debajo del estacionamiento principal, lugar donde se ubicará la estación terminal.

## Futuro servicio
Tras la primera inauguración de la tercera línea del sistema de metro de Bilbao, en abril de 2017, la conexión de la villa con su aeropuerto se erigió como proyecto ferroviario preferente para las instituciones vascas, junto con la denominada Y Vasca. Por ello, y por su estado de desarrollo, a fecha de agosto de 2019 puede afirmarse, con seguridad y salvo imprevistos, que el presente proyecto será la siguiente gran obra en ser inaugurada en el País Vasco, en materia ferroviaria. Una vez sea la infraestructura puesta en funcionamiento, se prevé que sus servicios sean inicialmente integrados en la mencionada línea de metro, ya operativa, como extensión de la misma a partir de la estación de Matiko. 
Sin embargo, de cara a un futuro lejano, los servicios ferroviarios al aeropuerto podrían ser excluidos de la línea actualmente conocida como L3, al existir otros proyectos relacionados al mismo sistema de metro que confluyen en la mencionada estación de Matiko. Así, el proyecto conocido como «Línea 4», que prevé un trazado subterráneo nuevo que dé servicio de metro a los barrios del sur de la capital vizcaína y las una con el centro a partir de Matiko, podría finalmente configurarse como extensión de la tercera línea de metro, en lugar de mantenerse como servicio independiente con destino Matiko o Zazpikaleak/Casco Viejo. Al mismo tiempo, se prevé que la misma L3 sea extendida por el este hasta el término municipal de Galdácano, a través del proyecto denominado como «Línea 5». En caso de mantenerse la conexión del aeropuerto unida al servicio L3, la terminal de Lujua quedaría unida con el Hospital de Usánsolo. 
En caso de no estar integrada en un futuro en ninguna línea de metro más extensa, o en el supuesto de que sea excluida tras haberlo estado, la conexión con el aeropuerto podría constituir una línea de metro independiente, con origen, por ejemplo, en la mencionada estación del Casco Viejo bilbaíno. Por otro lado, en caso de dar servicio la llamada «Línea 4» a lugares céntricos de la ciudad como Abando o Moyúa, podrían ofrecerse servicios al aeropuerto desde dichos emplazamientos. Todas estas opciones son, en cualquier caso, conjeturas que habrán de ser confirmadas por fuentes oficiales, una vez sean deliberadas.

## Extensiones adicionales
Vecinos del sur de la limítrofe comarca de Uribe reclaman desde hace años el retorno del ferrocarril, como mínimo, hasta Munguía, suprimido en 1975 tras una extensión de la pista de aterrizaje del aeropuerto de Bilbao, en la zona de Lujua. Los favorables a la reimplementación del ferrocarril alegan que sería viable por el alto nivel de población del municipio,5 habiendo surgido voces que plantean aprovechar el proyecto de conexión con el aeropuerto para conseguir dicho fin,6 alargando la vía desde la terminal hasta el municipio. También se han hecho propuestas para continuar ese mismo trazado hasta Bermeo, con lo que se facilitaría a dicha localidad y a las intermedias una conexión ferroviaria con el aeropuerto y con la capital de mejor calidad que la actual, más rápida y directa que la actual línea E4 de Euskotren Trena. Sin embargo, a día de hoy, ninguna de estas iniciativas populares ha recibido contestación alguna por parte de las instituciones.